# Marian McKnight
Pour les articles homonymes, voir McKnight.
Marian McKnight, née le 19 décembre 1936 à Manning, en Caroline du Sud aux États-Unis, est couronnée Miss America en 1957.

## Source de la traduction
- (en) Cet article est partiellement ou en totalité issu de l’article de Wikipédia en anglais intitulé « Marian McKnight » (voir la liste des auteurs).